# Iglesia de San Vicente Mártir (La Vegallera)
La iglesia parroquial de San Vicente Mártir es un templo católico situado en la localidad de La Vegallera, perteneciente al municipio de Molinicos (Albacete), España. Se encuentra en pleno centro de la población, en una amplia plaza a la que se accede a través de calles estrechas.

## Advocación
La iglesia está dedicada a San Vicente Mártir en honor al antiguo nombre que recibía la localidad, San Vicente, aunque la patrona de La Vegallera es la Inmaculada Concepción, en cuyo honor se celebran las fiestas patronales durante el mes de agosto.

## Galería de imágenes

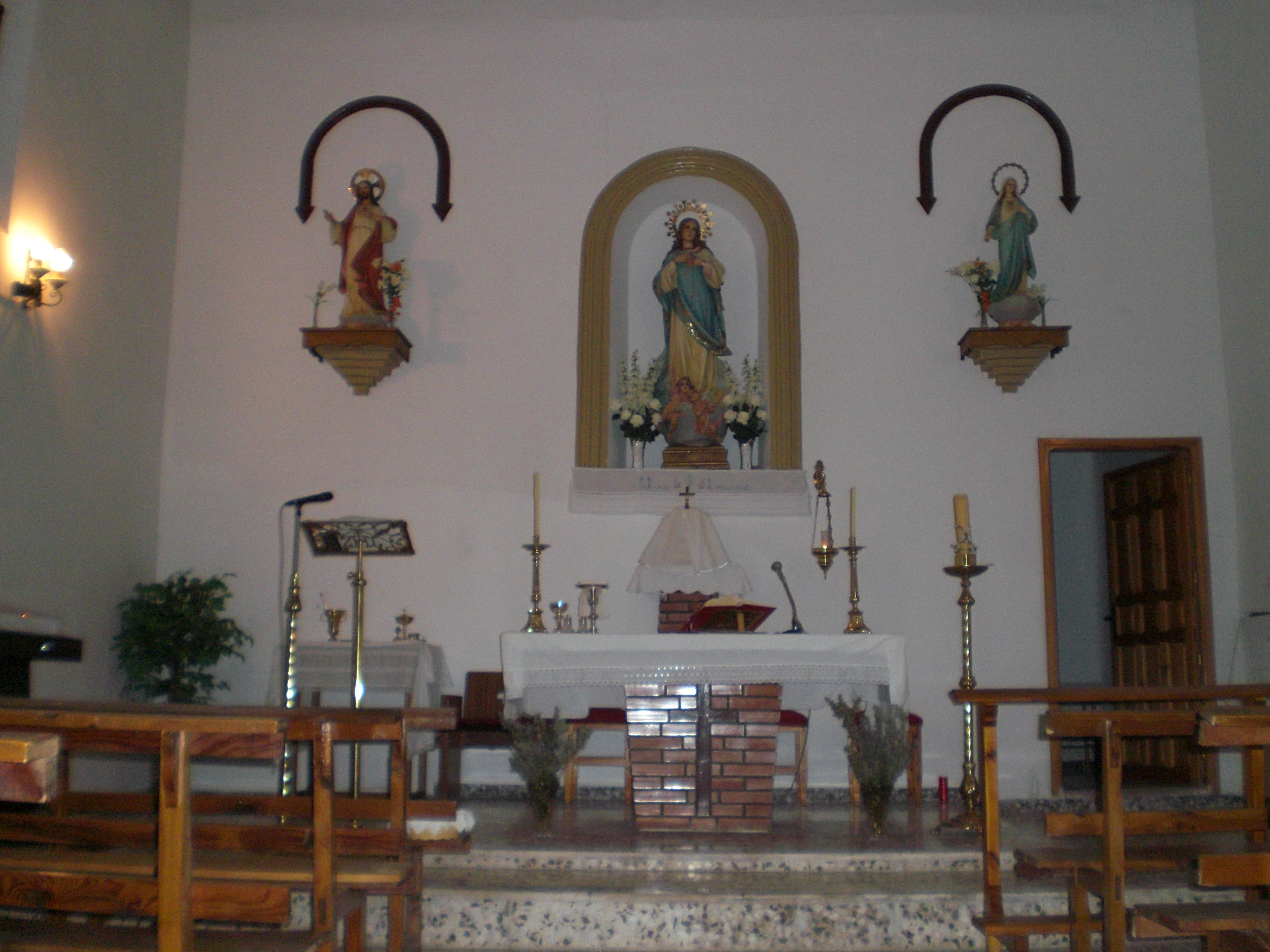
Altar mayor de la Iglesia de San Vicente Mártir de La Vegallera.
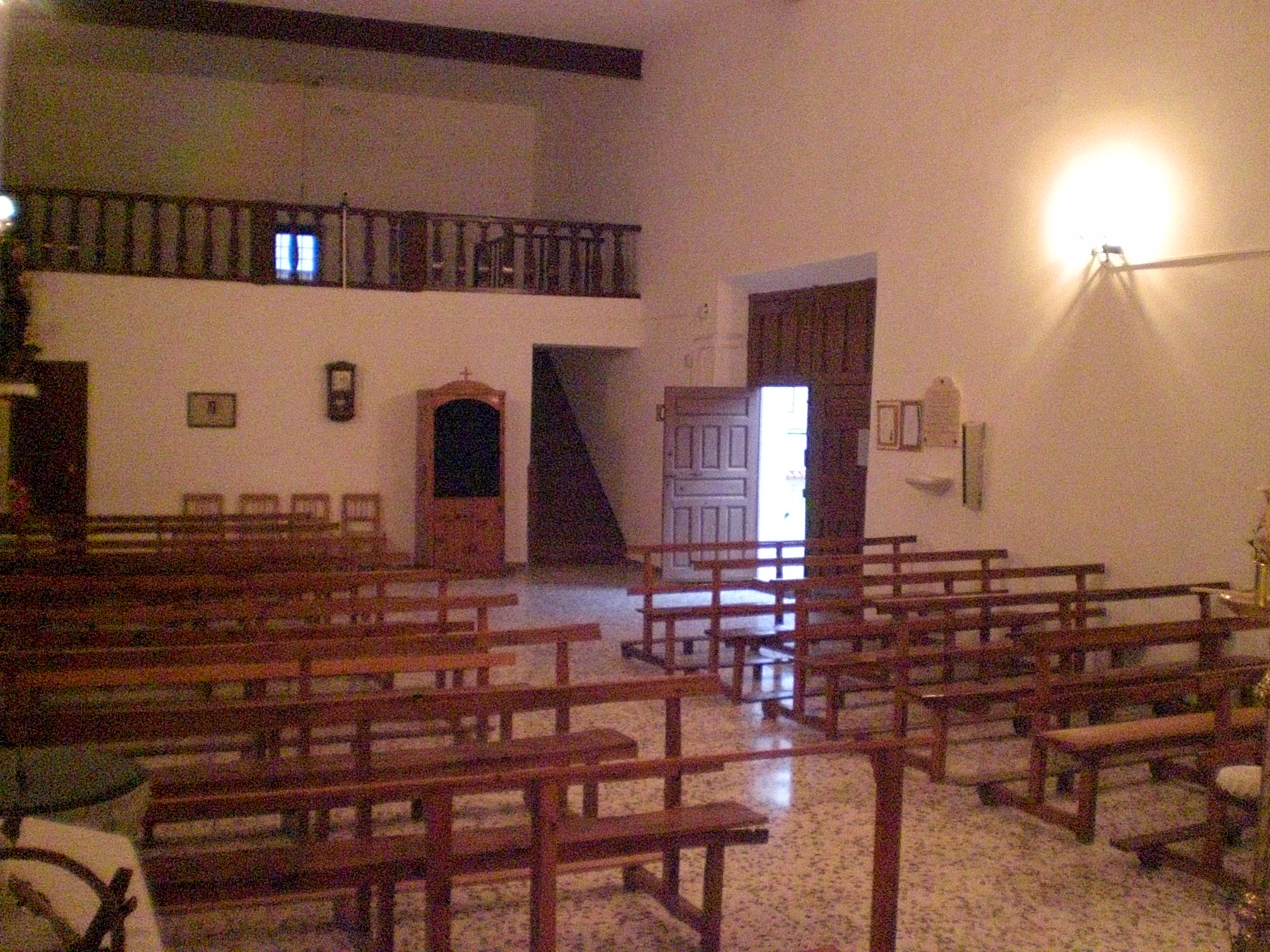
Interior del templo de La Vegallera
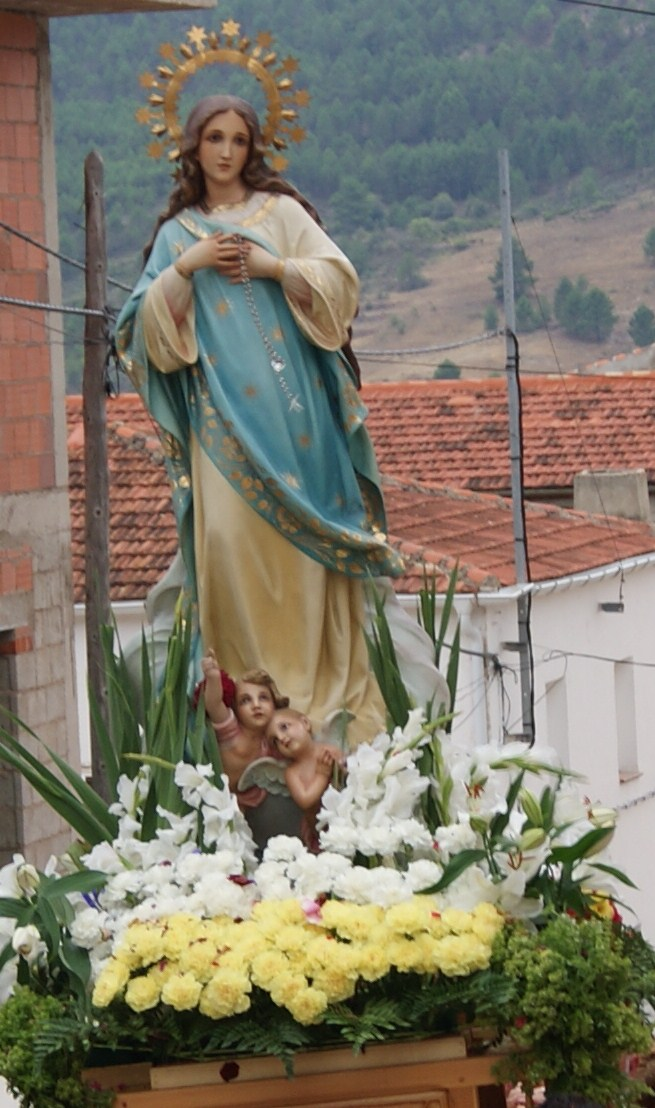
Imagen de la Inmaculada Concepción, patrona de La Vegallera